# Skythischer Tierstil

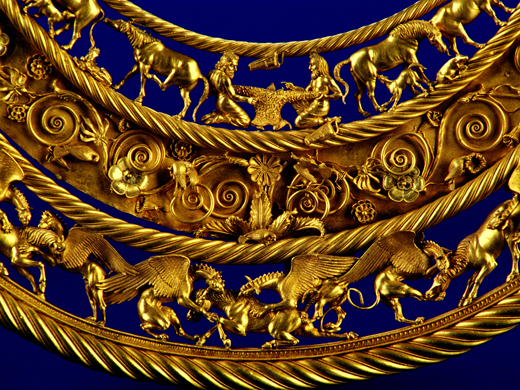
Beispiel des skythischen Tierstils: Gold-Pektorale aus dem Towsta-Kurgan bei Nikopol/ Zentralukraine, Ausschnitt

Der „skythische“ Tierstil, korrekter auch skythisch-sarmatischer Tierstil, (skythisch-)sakischer Tierstil, sibirischer Tierstil oder eurasischer Tierstil genannt, ist eine Form der ornamentalen Verzierung verschiedener Steppenkulturen des eisenzeitlichen Eurasiens, der vor allem mit den Skythen (im archäologischen, nicht im linguistischen Sinne) verbunden wird und als Leitform ihrer Kultur gilt. Er wurde jedoch auch in nachfolgenden Kulturen weiterentwickelt, weshalb die traditionelle Bezeichnung als „skythischer Tierstil“ nur unter Vorbehalt zu verwenden ist.

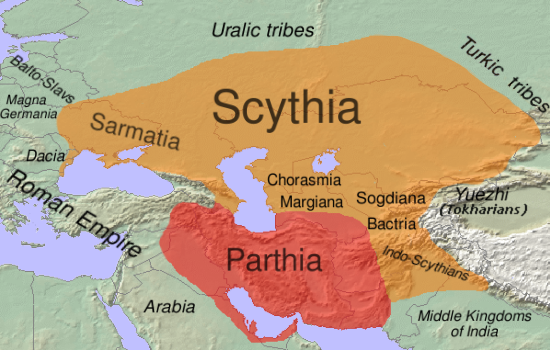
Skythien im weiteren, allgemeinen Sinne 100 v. Chr.

Funde von der ersten Hälfte des 7. Jahrhunderts und dem späten 4. Jahrhundert v. Chr. aus dem nördlichen Schwarzmeergebiet werden wegen der Angaben Herodots in der Archäologie als skythisch bezeichnet. Diese spezielle materielle Kultur mit Verzierungen im skythischen Tierstil, eisernen Kurzschwertern, Lamellenpanzern, Bronzekesseln mit hohem Standfuß (typisch für die Saken), speziellen Formen der Trensenknebel, Katakombengräbern unter Grabhügeln (Kurganen) und anthropomorphen Großplastiken ist jedoch über ein wesentlich weiteres Gebiet verbreitet.
Während die meisten russischen und ukrainischen Archäologen den Begriff Skythen auf Funde zwischen dem Bug und dem Kuban und an der Küste des Asowschen Meeres beschränken, also dem Gebiet, in dem nach Herodot Stämme lebten, die sich selbst als Skythen bezeichneten, wird der Begriff im Westen meist auf die gesamte nordpontische (nördlich des Schwarzen Meeres) und westsibirische reiternomadische Kultur der frühen Eisenzeit übertragen und umfasst damit mit Sicherheit auch Stämme, die sich selbst nicht als Skythen bezeichneten.
Die Ursprünge des Tierstils liegen in vorskythischer Zeit. Nach Hermann Parzinger sind mögliche Ursprünge in mit Tierfiguren verzierten Messern und Dolchen des Formenkreises Sejma-Turbino zu sehen, die er in die Mitte des 2. Jahrtausends v. Chr. datiert. Auch in nachskytischer Zeit wurde der Tierstil in Eurasien weiterentwickelt und breitete sich im Zuge der Völkerwanderung in Europa weit aus. Vor diesem Hintergrund sollte die traditionelle Bezeichnung als „skythischer Tierstil“ für diese Kulturen zugunsten geographischer, nicht kulturell definierter Begriffe wie „eurasischer Tierstil“ oder „sibirischer Tierstil“ vermieden werden.

## Merkmale
Der Tierstil zeigt verschiedene Tiere wie Hirsche, Katzen, Vögel, Pferde, Bären, Wölfe und Fabelwesen. Besonders eindrucksvoll sind die Goldfiguren von Hirschen in geduckter Haltung mit unter den Körper geklemmten Beinen, aufrechtem Kopf und angespannten Muskeln, die den Eindruck von Schnelligkeit vermitteln. Die weit nach hinten gebogenen Geweihe der meisten Figuren sind ein typisches Merkmal. Der Hirsch scheint bei den Steppenvölkern eine besondere Bedeutung gehabt zu haben. Zu den bekanntesten dieser Figuren gehören die Beispiele aus:

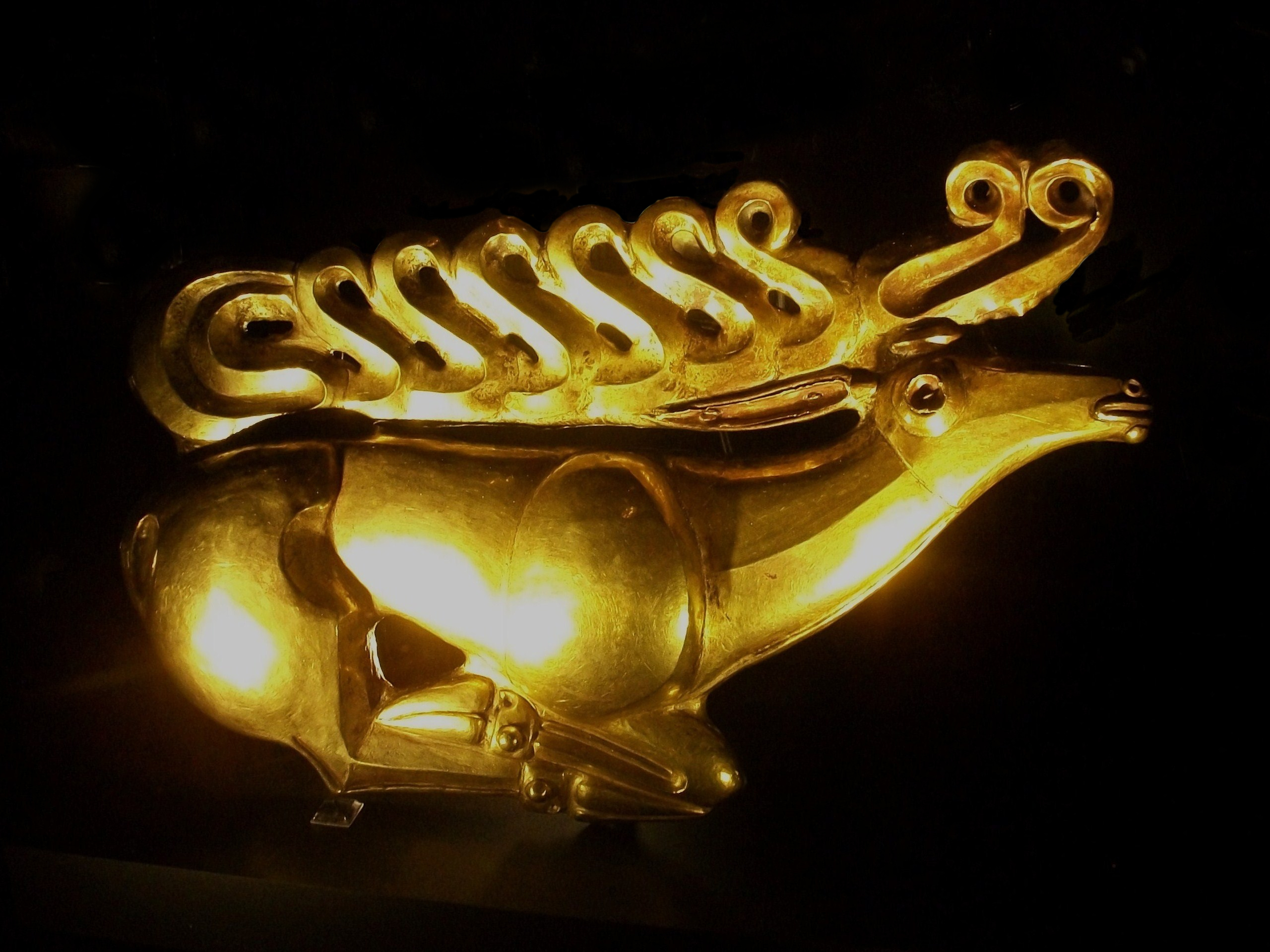
Beispiel des skythischen Tierstils: Charakteristische Hirschfigur, Kostromskaya, Russland

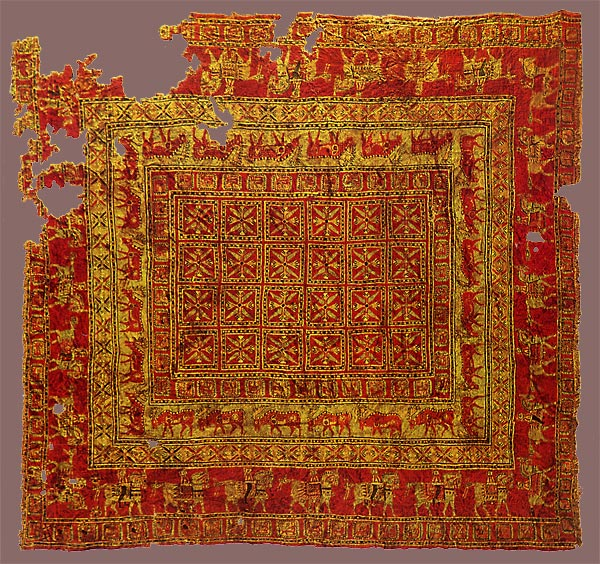
Der im Permafrostboden konservierte Pasyryk-Teppich, der älteste erhaltene Teppich der Welt, ebenfalls mit Tierstil-Motiven

- Kostromskaja im Kuban aus dem 6. Jahrhundert v. Chr. (Eremitage, St. Petersburg),
- Tápiószentmárton in Ungarn aus dem 5. Jahrhundert v. Chr. (Ungarisches Nationalmuseum, Budapest), sowie
- Kul-Oba auf der Krim aus dem 4. Jahrhundert v. Chr. (Eremitage, St. Petersburg).

Im deutschsprachigen Raum bekannt ist auch der Goldfisch von Vettersfelde um 500 v. Chr. (Antikensammlung, Berlin), der auf Tierstilmotiven basiert, aber traditionell als griechische Arbeit in skythischem Auftrag gedeutet wird.
Einige Stücke aus griechischer Produktion enthalten eine Zone, die skythische Männer zeigt, die scheinbar ihren täglichen Geschäften nachgehen, und zwar in Szenen, die für die griechische Kunst typischer sind als die von Nomaden geschaffenen Stücke. Einige Gelehrte haben versucht, solchen Szenen eine erzählerische Bedeutung beizumessen, aber das bleibt spekulativ.
Obwohl Gold bei der herrschenden Elite der verschiedenen skythischen Stämme weit verbreitet war, war das vorherrschende Material für die verschiedenen Tierformen Bronze. Die meisten dieser Gegenstände wurden zur Verzierung von Pferdegeschirr, Ledergürteln und persönlicher Kleidung verwendet. In einigen Fällen dienten diese bronzenen Tierfiguren, wenn sie auf steife Lederwesten und -gürtel aufgenäht wurden, auch als Rüstung. Die Verwendung von Tierformen ging womöglich über die reine Verzierung hinaus, da sie dem Besitzer des Gegenstandes ähnliche Fähigkeiten und Kräfte wie das abgebildete Tier zu verleihen schienen. Die Verwendung dieser Formen erstreckte sich daher auch auf die Ausrüstung für die Kriegsführung, seien es Schwerter, Dolche, Scheiden oder Äxte.
Die reichen Funde organischer Materialien im Altai-Gebirge, vor allem in Pasyryk, belegen aber auch, dass zahlreiche Materialien, die normalerweise im archäologischen Fundgut nicht erhalten sind, im Tierstil dekoriert waren. Kleidungsstücke, Zaumzeug für Pferde, Satteldecken, selbst Särge sind reich mit Tierdarstellungen versehen. Auch die Tätowierungen auf einigen Leichen zeigen Tiere und Fabelwesen.

## Ausgewählte Varianten und Weiterentwicklungen
- Sibirischer Tierstil: Sibirien ist das Herkunftsgebiet des Tierstils, deshalb neben „eurasischer Tierstil“ oft als Oberbegriff aller Tierstile verwendet, Wurzeln liegen in totemistischen Tierdarstellungen (Elch, Rothirsch, Rentier) des 3.–2. Jahrtausends v. Chr. zwischen Karelien und der Uralregion, die sich in der ersten Hälfte des 2. Jahrtausends über große Teile Sibiriens ausbreiteten, zunehmend feiner ausgearbeitet und um anthropomorphe Figuren und Fabelwesen (Götterdarstellungen?) ergänzt, verdichtete sich in den protoskythischen Kulturen am Altai, in Tuwa und Umgebung (Ursprungsgebiet der skythischen Kulturen) 1200–900 v. Chr. zum naturalistischsten, detailreichen skythischen Tierstil auch mit Steppentieren, anfangs noch wenige Raubtiere.[7]

- Skythischer Tierstil: (im engeren Sinne) Tierstil der (archäologischen) Skythen, also der frühen Eisenzeit Eurasiens (9./8.–3. Jahrhundert v. Chr.), naturalistischster, artifiziellster und detailreichster Tierstil, zunehmend auch mit Steppentieren (Antilopen, Pferde, Kamele), Raubtieren (Tiger, Löwen), Pflanzendekor und Fabeltieren (Greifen und Drachen), breitete sich im 1. Jahrtausend v. Chr. aus der Altairegion nach Westen und Süden über die eurasische Steppen und Halbwüsten bis Turkmenistan und in die Ukraine aus.

- Sakischer Tierstil: der Saken, dem skythischen sehr ähnlich, eher regionale Variante in Mittelasien.

- Sarmatischer Tierstil: Tierstil der Sarmaten der späten Eisenzeit des (westlichen) Eurasiens (hunno-sarmatische Zeit, 200 v. Chr.–400 n. Chr.), häufig sind vielfarbige und polymetallische Motive (zum Beispiel mit eingearbeitetem Golddraht), veränderte sich zunehmend in einen ornamental-gewundenen, weniger proportionalen und später auch geometrischeren, weniger detailreichen und weniger artifiziellen Spätstil.[8]

- Permischer Tierstil: Bronzegussobjekte aus der Zeit vom 5. bis 10. Jahrhundert n. Chr., Region Perm, Ural, nahe der Flüsse Wolga und Kama in Russland. Gilt als skythisch-sarmatisch beeinflusst, ist aber wahrscheinlich mit Trägern finnougrischer Sprachen (Vorfahren der Ungarn, Chanten und Mansen) zu verbinden, nach Motiven neben skythisch-sarmatischen Einflüssen wohl hauptsächlich aus dem sibirischen Tierstil der Uralregion gebildet.[9]

- Germanischer Tierstil: Der germanische Tierstil Europas (5.–8. Jahrhundert n. Chr.) kann nach Michael Rostovtzeff als regionale Weiterentwicklung des eurasischen Tierstils gelten[10], Zusammenhänge nach Sibirien, Nordrussland oder zu den Skythen werden in jüngerer Forschung aber selten vertreten, wahrscheinlich eine Sonderentwicklung.